# Nikola Kovachev
Nikola Dimitrov Kovachev (Blagoevgrad, 4 de junho de 1934 - 25 de agosto de 2006) foi um futebolista e treinador búlgaro que jogou a Copa do Mundo de 1962 e foi medalhista olímpico nos Jogos Olímpicos de Verão de 1956. 

## Carreira
Nikola Kovachev fez parte do elenco medalha de bronze, nos Jogos Olímpicos de 1956, como jogador. Ele fez parte do elenco da Seleção Búlgara na Copa do Mundo de 1962. 